# Olympische Winterspiele 2010/Teilnehmer (Zypern)
| Gelbes Symbol für Goldmedaillen mit stilisierten Olympischen Ringen | Graues Symbol für Silbermedaillen mit stilisierten Olympischen Ringen | Braundes Symbol für Bronzemedaillen mit stilisierten Olympischen Ringen |
| ------------------------------------------------------------------- | --------------------------------------------------------------------- | ----------------------------------------------------------------------- |
| —                                                                   | —                                                                     | —                                                                       |

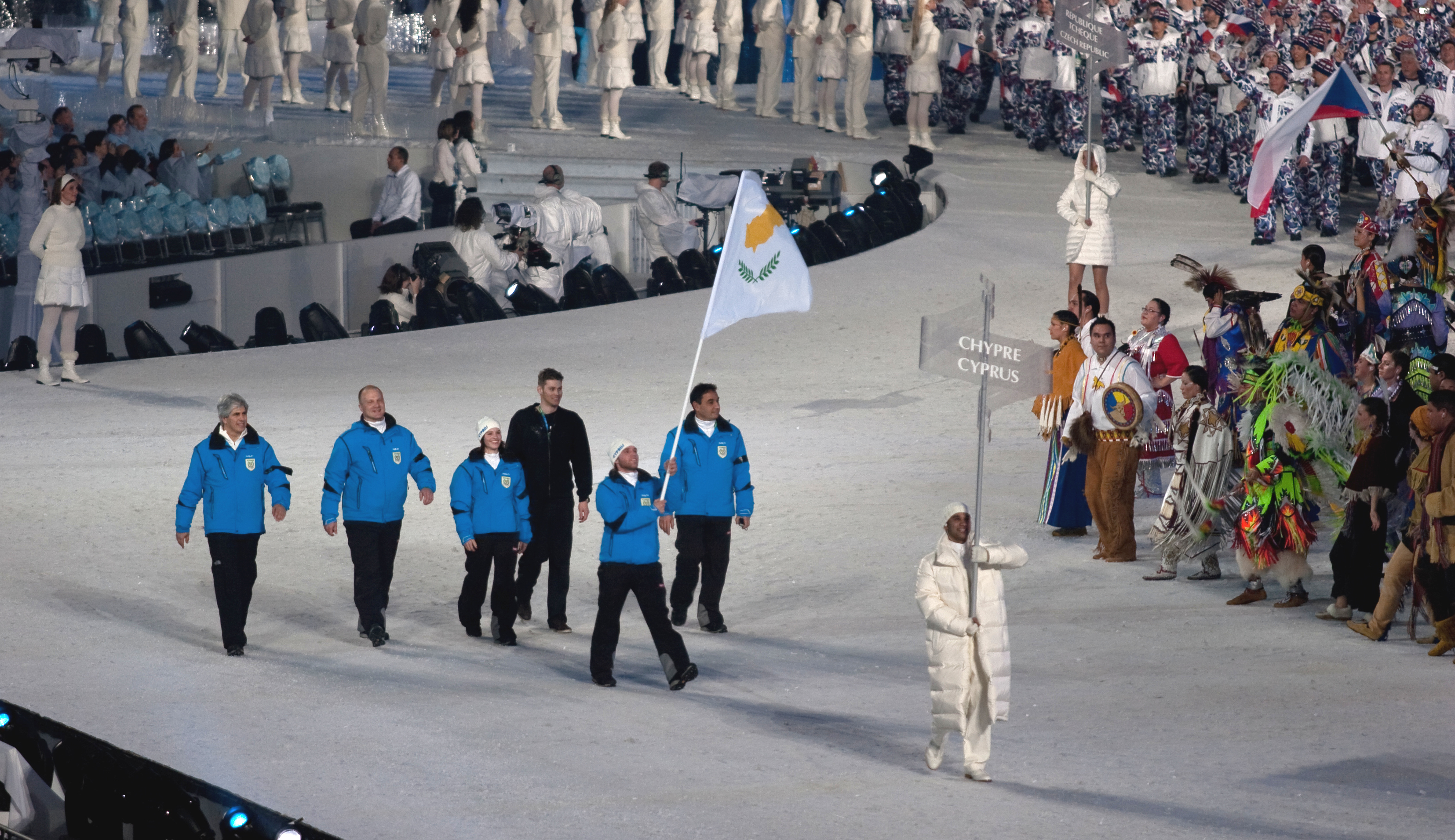
Einmarsch der zyprischen Delegation

Zypern nahm an den Olympischen Winterspielen 2010 im kanadischen Vancouver mit zwei Sportlern teil.

## Ski Alpin
| Männer - Christopher Papamichalopoulos Slalom: ausgeschieden | Frauen - Sophia Papamichalopoulos Slalom: 53. Platz |